# Грегъри Бенфорд
Грегъри Алберт Бенфорд (на английски: Gregory Albert Benford) е американски писател на научна фантастика.

## Биография и творчество
Роден е на 30 януари 1941 г. в Мобил, Алабама. Учи физика в университетите на Оклахома и Калифорния. Има бакалавърска и магистърска степен по физика. След това работи в радиационна лаборатория, а слез 1973 г. преподава в университета на щат Калифорния в град Ирвин.
Първото му публикувано произведение е разказа „Замяна“, който излиза на страниците на списание „Fantasy & Science Fiction“ през юни 1965. Той е двукратен носител на награда Небюла. Лауреат е на Мемориалната премия на Джон Кемпбъл.

## Награди

### Получени
- 2004 – Награда Феникс за цялостен принос
- 1981 – Мемориална награда на името на Джон Кемпбъл за най-добър роман – „Пейзажите на времето“ (Timescape)
- 1980 – Награда Небюла за най-добър роман – „Пейзажите на времето“ (Timescape)
- 1980 – Награда на Британската асоциация за научна фантастика за най-добър роман – „Пейзажите на времето“ (Timescape)
- 1974 – Награда Небюла за най-добра кратка повест – „If the Stars Are Gods“

### Номинации
- 1997 – Номинация за награда Хюго за най-добра повест – „Immersion“
- 1995 – Номинация за награда Небюла за най-добра повест – „Soon Comes Night“
- 1992 – Номинация за награда Небюла за най-добра кратка повест – „Matter's End“
- 1988 – Номинация за награда Небюла за най-добър роман – „Great Sky River“
- 1986 – Номинация за награда Небюла за най-добра повест – „Newton Sleep“
- 1983 – Номинация за награда Небюла за най-добър роман – „Against Infinity“
- 1981 – Номинация за награда Небюла за най-добра повест – „Swarmer, Skimmer“
- 1978 – Номинация за награда Хюго за най-добра повест – „A Snark in the Night“
- 1977 – Номинация за награда Небюла за най-добър роман – „In the Ocean of Night“
- 1976 – Номинация за награда Хюго за най-добър разказ – „Doing Lennon“
- 1975 – Две номинации за награда Небюла за най-добър разказ – „Doing Lennon“ и „White Creatures“
- 1970 – Номинация за награда Хюго за най-добър разказ – „Deeper than the Darkness“
- 1969 – Номинация за награда Небюла за най-добра кратка повест – „Deeper than the Darkness“

### Цикъл „Ocean“
- In the Ocean of Night
- Across the Sea of Suns
- Great Sky River
- Tides of Light
- Furious Gulf
- Sailing Bright Eternity

### Цикъл „Second Foundation Trilogy“ („Втора трилогия за фондацията“)
- Foundation's Fear

### Самостоятелни романи
- A Darker Geometry (& Mark O. Martin)
- Against Infinity
- Artifact
- Beyond the Fall of Night (& Артър Кларк)
- Chiller
- Cosm
- Deeper Than the Darkness
- Heart of the Comet (& Дейвид Брин)
- Iceborn (& Пол Картър)
- If the Stars Are Gods (& Gordon Eklund)
- Jupiter Project
- Shiva Descending (& Уилям Ростлър)
- The Martian Race
- Time's Rub
- Timescape (Пейзажите на времето)